# Krajowy System Informatyczny
Krajowy System Informatyczny – zespół współpracujących ze sobą urządzeń, oprogramowania, procedur przetwarzania informacji, narzędzi programowych zastosowanych w celu przetwarzania danych oraz infrastrukturę telekomunikacyjną, umożliwiające organom administracji publicznej i organom wymiaru sprawiedliwości przekazywanie oraz dostęp do danych gromadzonych w Systemie Informacyjnym Schengen oraz Systemie Informacji Wizowej.